# Terebella gorgonae
Terebella gorgonae är en ringmaskart som beskrevs av Monro 1933. Terebella gorgonae ingår i släktet Terebella och familjen Terebellidae. Inga underarter finns listade i Catalogue of Life.